# 1 Denison Street
Il 1 Denison Street è un grattacielo di Sydney in Australia.

## Storia
I lavori di costruzione dell'edificio, costruito dallo sviluppatore immobiliare Winten Property Group e progettato dallo studio di architettura Bates Smart, sono iniziati nel 2017 e sono stati ultimati nel 2020. La fine dei lavori ha visto l'arrivo degli inquilini dell'edificio, tra cui SAP, Nine Entertainment e Microsoft.

## Descrizione
L'edificio sorge nel sobborgo di North Sydney e presenta un'altezza di 159 metri.